# Fu-sin
Fu-sin (čínsky 阜新, pchin-jinem Fùxīn) je městská prefektura v Čínské lidové republice, kde patří k provincii Liao-ning. Celá prefektura má rozlohu 10 316 čtverečních kilometrů a v roce 2020 v ní žily přes 1,6 milionu obyvatel.

## Administrativní členění
Městská prefektura Fu-sin se člení na sedm celků okresní úrovně, a sice pět městských obvodů, jeden okres a jeden autonomní okres.
| Chaj-čou Sin-čchiou Tchaj-pching Čching-che-men Si-che autonomní okres · Fu-sin okres · Čang-wu |                  |                       |                    |                                  |
| Název                                                                                           | Název            | Počet obyvatel (2020) | Rozloha km² (2020) | Hustota zalidnění (obyv. na km²) |
| český přepis                                                                                    | znaky            | Počet obyvatel (2020) | Rozloha km² (2020) | Hustota zalidnění (obyv. na km²) |
| Městské obvody                                                                                  |                  |                       |                    |                                  |
| Chaj-čou                                                                                        | 海州区           | 234 029               | 69                 | 3 395                            |
| Sin-čchiou                                                                                      | 新邱区           | 66 769                | 122                | 546                              |
| Tchaj-pching                                                                                    | 太平区           | 142 171               | 95                 | 1 501                            |
| Čching-che-men                                                                                  | 清河门区         | 51 394                | 93                 | 555                              |
| Si-che                                                                                          | 细河区           | 273 525               | 102                | 2 676                            |
| Okres                                                                                           |                  |                       |                    |                                  |
| Čang-wu                                                                                         | 彰武县           | 333 643               | 3 618              | 92                               |
| Autonomní okres                                                                                 |                  |                       |                    |                                  |
| Fu-sin (mongolský)                                                                              | 阜新蒙古族自治县 | 545 749               | 6 218              | 88                               |
|                                                                                                 |                  |                       |                    |                                  |
| Celkem                                                                                          | Celkem           | 1 647 280             | 10 316             | 160                              |